# August von Kreling

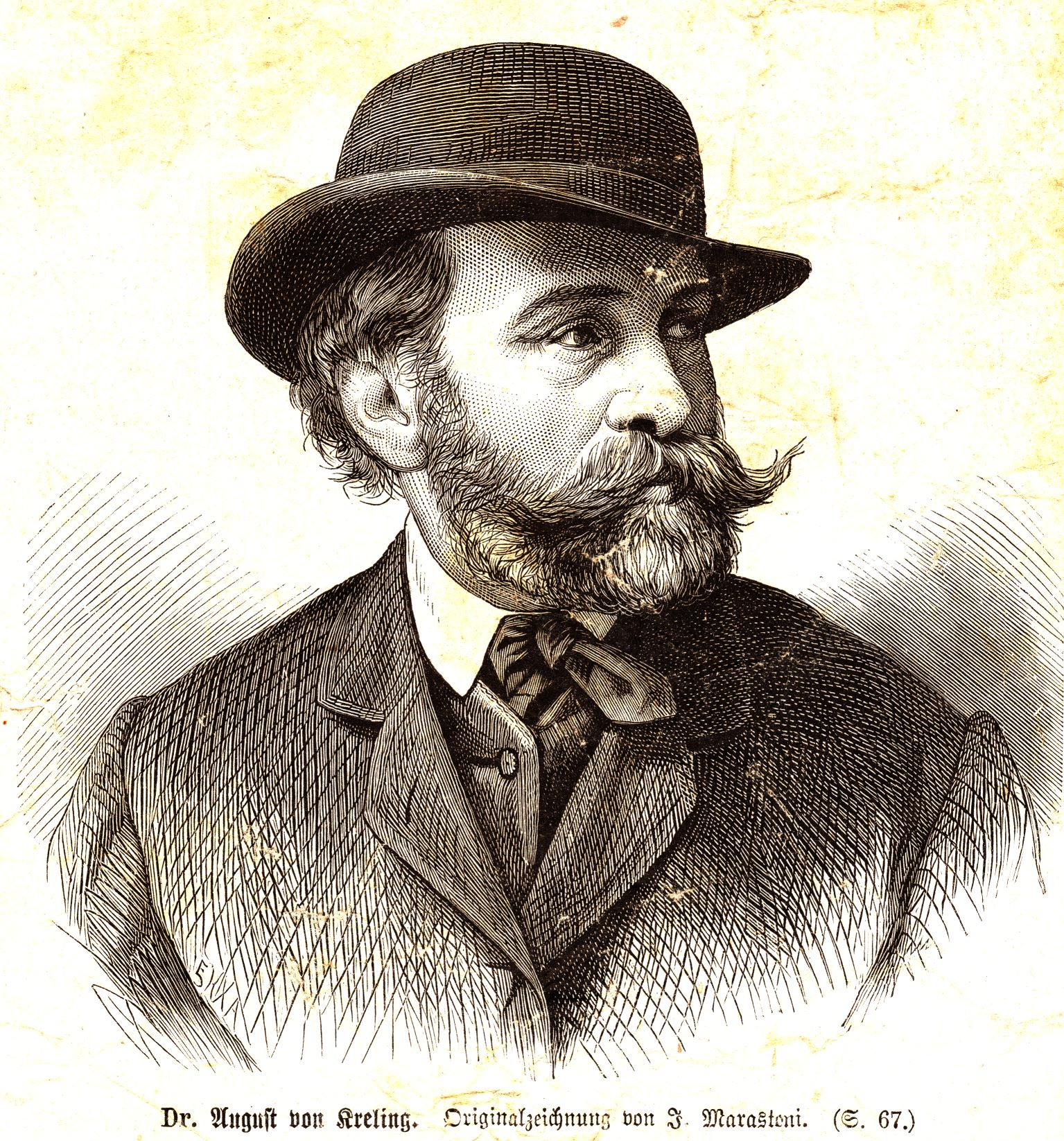
August Kreling

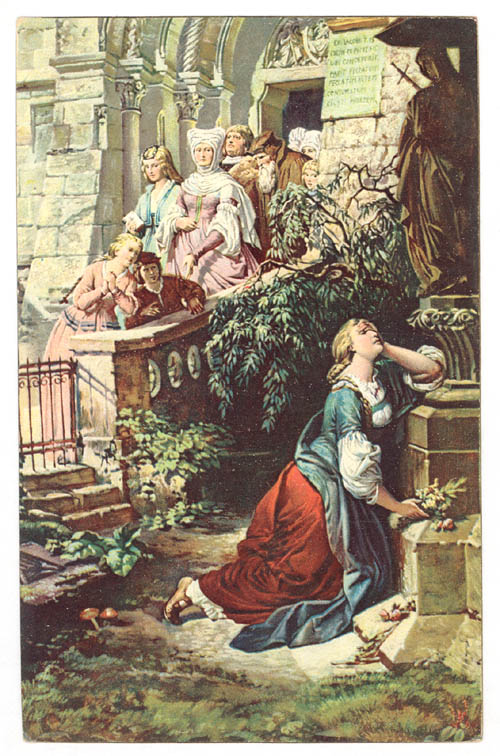
Postkarte zu Goethe, Faust I

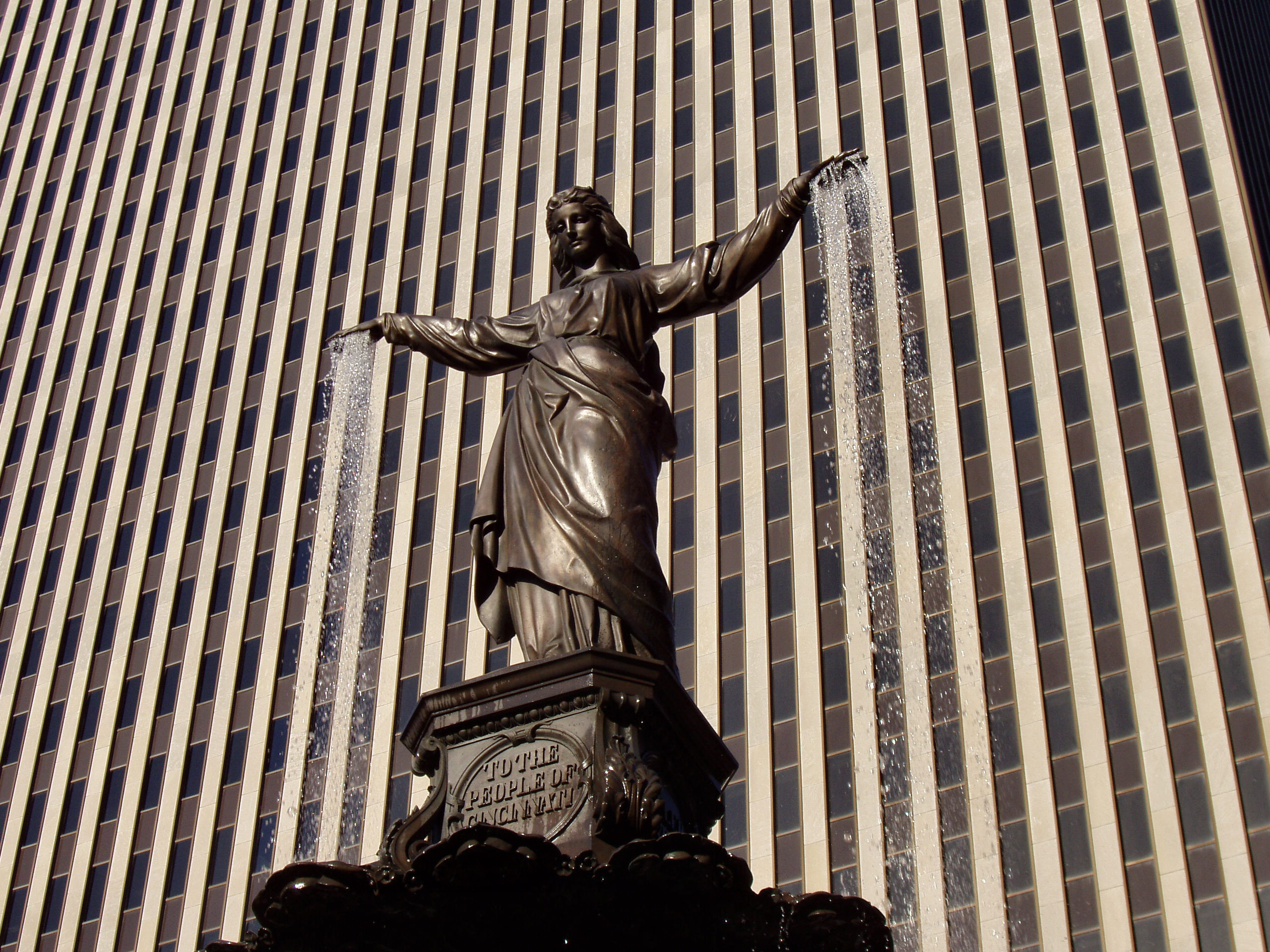
Genius des Wassers der Tyler Davidson Fountain in Cincinnati

August von Kreling (* 23. Mai 1819 in Osnabrück; † 22. April 1876 in Nürnberg) war ein deutscher Maler, Bildhauer und Hochschullehrer.

## Leben
Kreling war der Sohn des Bäckermeisters Johann Friedrich Kreling und dessen Ehefrau Marie Margarethe Kreling geb. Biermann. Nach dem Besuch des Ratsgymnasiums Osnabrück erlernte Kreling im väterlichen Betrieb den Beruf des Bäckers. Mit 16 Jahren studierte er 1835 an der Höheren Gewerbeschule Hannover und wurde dort Schüler des Bildhauers Ernst von Bandel.
Auf dessen Empfehlung wechselte Kreling im darauffolgenden Jahr an die Münchner Kunstakademie und wurde dort Schüler von Peter von Cornelius und Ludwig Michael von Schwanthaler. In diesen Jahren gab Kreling die Bildhauerei zugunsten der Malerei fast zur Gänze auf. Sein künstlerisches Debüt gab Kreling mit neun Deckenbildern, die er für das Hoftheater in Hannover schuf.
Die Jahre 1847 und 1848 verbrachte Kreling auf Studienreise in Norditalien; größtenteils in Venedig, wo er die Werke von Paolo Veronese kopierte.
1853 wurde Kreling auf Wunsch des bayerischen Königs Maximilian II. Joseph mit der Leitung der Kunstgewerbeschule Nürnberg betraut. Als solcher strukturierte er diese Schule neu, und durch diese Modernisierung wurde die Lehranstalt das Vorbild für alle ähnlichen Schulen in ganz Deutschland.
Das Amt des Direktors hatte Kreling bis 1874 inne. Als eine seiner wichtigsten Arbeiten aus den Anfangsjahren in Nürnberg gilt Die Krönung Ludwigs des Bayern, die Kreling für das Maximilianeum schuf. Als ihm die Stelle des Direktors der Berliner Kunstakademie angeboten wurde, lehnte er sie des zu niedrigen Etats wegen ab.
1850 entwarf Kreling für den Geschäftsmann und späteren Bürgermeister von Cincinnati (Ohio), Henry Probasco, eine weibliche Brunnenfigur, die den „Genius des Wassers“ darstellte. Die Vermittlung zwischen Auftraggeber und Künstler fand über den königlich bayerischen Erzgießerei-Inspektor Ferdinand von Miller statt, der diese Skulptur dann auch in Bronze goss. Mit dieser Figur krönte Probasco in Cincinnati die Tyler Davidson Fountain, die er zum Andenken an seinen Schwager Tyler Davidson errichten ließ.
1854 heiratete Kreling in München Johanna, eine Tochter des Malers Wilhelm von Kaulbach. Mit ihr hatte er drei Töchter und zwei Söhne, darunter den späteren Maler Wilhelm Kreling. Noch im selben Jahr wurde unter Krelings Führung die Kaiserburg in Nürnberg restauriert, dafür entwarf er im Geschmack der Zeit viele der fehlenden Möbel.
Fürst Johann II. von und zu Liechtenstein engagierte Kreling 1858 als Architekten für die Ausgestaltung von Schloss Eisgrub in Böhmen, der dafür nicht nur Innenräume, sondern auch die Gartenanlagen zum Teil neu konzipierte. Um 1858 fertigte er die Kartons für die Glasgemälde der Marktkirche in Hannover. 1859 nahm Kreling unter der Hand einen Auftrag zur Ausgestaltung des sogenannten Donner-Schlosses in Altona (Elbe) an, den der Kaufmann Bernhard Donner seinem Schwiegervater Wilhelm von Kaulbach erteilt hatte. 1861 zeichnete Kreling für die gesamte Dekoration des Nürnberger Sängerfestes verantwortlich.
Für die Stadt Weil der Stadt schuf Kreling 1870 das Denkmal für Johannes Kepler, das dann von der Nürnberger Werkstatt Lenz & Herold gegossen wurde. Noch im selben Jahr wurde Kreling von der Eberhard Karls Universität Tübingen mit der Ehrendoktorwürde (als Dr. phil. h. c.) geehrt. Ebenfalls bei der Gießerei Lenz & Herold wurde Krelings Entwurf für ein Standbild des Fürsten Heinrich Posthumus Reuß in Gera ausgeführt.
1873 wurde Kreling von König Ludwig II. durch Verleihung des Ritterkreuzes des Verdienstordens der Bayerischen Krone in den Adelsstand erhoben und mit dem Maximiliansorden für Wissenschaft und Kunst ausgezeichnet. Ungefähr ein Jahr später starb August von Kreling im Alter von fast 57 Jahren am 22. April 1876 in Nürnberg.
Kreling war ein Mann von reicher künstlerischer Begabung, vielseitiger Bildung, reich an Erfahrung, von praktischem Blick und außerordentlicher Energie. In seinen Bildern blieb er der koloristischen Richtung treu, und in seinen plastischen Werken wird durchweg eine entschiedene Neigung zum malerischen Element deutlich. Kreling war Mitglied des mäzenatischen Zirkels der Morgengesellschaft.
In Nürnberg und in Osnabrück ist eine Krelingstraße nach ihm benannt. 